# Katze und Maus in Gesellschaft
Katze und Maus in Gesellschaft ist ein Tiermärchen (ATU 15). Es steht in den Kinder- und Hausmärchen der Brüder Grimm an zweiter Stelle (KHM 2). Bis zur 2. Auflage lautete der Titel Katz und Maus in Gesellschaft.

## Inhalt
Eine Katze und eine Maus schließen Bekanntschaft. Die Katze gesteht der Maus Freundschaft und gar große Liebe, so dass die Maus einwilligt, ein gemeinsames Haus zu beziehen. Gemeinsam beschließen sie für den Winter einen Vorrat anzulegen, damit sie in der kalten Jahreszeit nicht Hunger leiden müssen. Sie kaufen sich einen Topf voller Fett, welchen sie unter dem Altar der Kirche verstecken, da dies der sicherste Ort zu sein scheint. Die Katze bekommt nach einiger Zeit Lust, sich an der Reserve gütlich zu tun. So gaukelt sie der Maus vor, sie wäre zu der Taufe des Kindes ihrer Cousine als Pate eingeladen. Kaum in der Kirche angekommen, macht sie sich über den Fettvorrat her und leckt die fette Haut des Topfes ab. Dieselbe Geschichte wiederholt die Katze noch zwei Mal, bis der Topf leer ist. Als der Winter kommt, will die Maus mit der Katze zu der Kirche gehen, um sich an dem Fett zu laben. Jedoch muss sie feststellen, dass der Topf bereits leer ist, und verdächtigt sofort die Katze. Daraufhin packt die Katze ihre Gefährtin und verschlingt sie.

## Herkunft und Textgeschichte

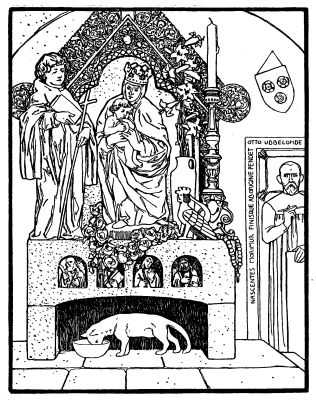
Illustration von Otto Ubbelohde, 1909

Das Märchen steht in Grimms Kinder- und Hausmärchen ab der 1. Auflage von 1812 sowie schon in der handschriftlichen Urfassung von 1810 als Nr. 2. Es stammt wohl von Gretchen Wild. Die Anmerkung berichtet eine ebenfalls hessische Variante von Hähnchen und Hühnchen, die einen Edelstein im Mist finden und dafür ein Fetttöpfchen kaufen, das das Hühnchen nach und nach leerfrisst. Hähnchen hackt es tot und begräbt es in Reue wie in KHM 80 Von dem Tode des Hühnchens. Weiterhin „in Hinterpommern vom Hähnchen und Hühnchen, wo die Kinder Schlichtaf, Halsut, Stülpum heißen“, nach Firmenichs Völkerstimmen. Von Fuchs und Hahn, die einen Honigtopf finden, die Kinder werden „Randaus“, „Halbaus“, „Ganzaus“ getauft. Bei Müllenhoff Nr. 28 von Fuchs und Bär, norwegisch bei Asbjörnsen Nr. 17 von Bär und Fuchs (Namen: „Angefangen“, „Halbverzehrt“, „Ausgeleckt“) und „das Negermärchen von der Henne und der Katze (Nr. 2)“.
Die 1. Auflage beruhte ausschließlich auf Wilhelm Grimms Niederschrift nach Gretchen Wild, ist aber durch Ausformung und doppelte Rede etwa doppelt so lang. Ab der 2. Auflage spottet die Katze, der Vorrat werde der Maus „schmecken, als wenn du die Zunge zum Fenster hinaus streckst.“ Ab der 3. Auflage spricht sie vorher bei sich: „Es schmeckt nichts besser, … als was man selber ißt“ und „Wenn erst alles aufgezehrt ist, so hat man Ruhe.“ Auch wird nun deutlich länger erzählt, wie die Katze nach dem Naschen spazieren geht und der Maus nur einsilbig antwortet. Kann man den Urtext mit dem Titel noch als Wohngemeinschaft der Tiere verstehen, so schildert Wilhelm Grimm jetzt, wie die Katze die Maus erst als Braut umwirbt. Der Text änderte sich dann nicht mehr, nur ab der 6. Auflage mit dem Schlusssatz: „Siehst du, so gehts in der Welt.“
Hans-Jörg Uther weist darauf hin, dass Teile der Handlung schon in späteren Ergänzungen zum Tierepos Roman de Renart begegnen. Die Fabel ist im 19./20. Jahrhundert oft mit Wolf und Fuchs als Schwank mit abgemildertem Schluss weltweit verbreitet. Zum Satz der Maus „Jetzt kommt's an den Tag“ vgl. später KHM 16, 60, 115; Mk 4,22 , Lk 8,17 . Die 1. Auflage enthielt mit KHM 6a Von der Nachtigall und der Blindschleiche ein weiteres Tiermärchen von der betrogenen Hausgenossin. Die lakonische Moral ähnelt KHM 143 Up Reisen gohn.

## Parodien
Ludwig Emil Grimm zeichnete eine Karikatur Der brave Esser und schrieb dazu: „Einem braven Manne schmeckt nichts besser, als was er selber isst und dabei ist noch das Gute, daß es ihm die Katz nicht frist“.
In Janoschs Parodie will die Maus die Katze heiraten, wenn sie sie verschone, und wird mit allen Hochzeitsgästen gefressen.